# Brit hadikoszt a nyugati fronton
Az utóbbi évtizedekben napvilágra került és feldolgozott első világháborús levelek, naplók és visszaemlékezések alapján a történészek és a téma iránt érdeklődők is árnyaltabb képet kaphatnak a frontvonalak sivár és gyötrelmes hétköznapjairól. Köztudomású, hogy a nyugati front többéves állóháborúja milyen elviselhetetlen atmoszférába is kényszerítette a két szembenálló oldal katonáit, akik a bizonytalanság által körülölelve nem tudhatták, megélik-e a következő napot, avagy sem. E kétségbeejtő helyzetet tetézte a lövészárkokban uralkodó, s minden képzeletet felülmúló, minden higiéniát nélkülöző életkörülmények. A katonák a sötét és nedves, odúszerű vájatokban, a vízben, sárban és mocsokban tapicskolva élték nehéz napjaikat. Csendes pokol volt ez, amit a géppuskák ádáz tüze törhetett csak meg, ám ez semmi jóval nem kecsegetett. E kilátástalanságon a hazai ízek enyhíthettek volna valamelyest, amely az otthon melegének emlékét idézhette volna fel a megviselt katonákban. Ám a közlegények feljegyzéseiből egyértelműen kiviláglik, hogy a hadikoszt csak súlyosbította a rémes helyzetüket.

## A fejadagok és szállítmányozásuk
Az első világháborúban harcoló brit katonák számára a központilag megállapított napi fejadag legalább 4000 kalóriát tartalmazó élelmiszerből állt. A fejadag összetétele pontosan meg volt határozva, amely szerint minden egyes katona 45-45 dekagramm hús és kenyér mellé 85 gramm dzsemet, 57 gramm sajtot, 14 gramm sót és egy csipet borsot kapott. Papíron minden katona megkapta a napi 4000 kalóriát tartalmazó fejadagját, ám a háború forgatagában ez nem minden esetben realizálódott és az ellátás gyakran akadozott. Arra is akadt példa, hogy egy-egy nagyobb hadmozdulat esetén el sem jutott az élelmiszer a harcoló alakulatokhoz, így például az 1914 augusztusában Mons városa alól visszavonuló brit katonák sem kapták meg az ellátmányukat. 1914. szeptember 5-én T. H. Cubbon őrmester a belgiumi Mons közelében arról tett említést, hogy 36 órája nem jutott élelemhez, de utána is fejenként csak fél adag húskonzervet kaptak, két darab kétszersülttel.
A háború elhúzódásával még nehezebb lett a frontok ellátása, de a harcoló alakulatok élelmezése ekkor is prioritást élvezett, ezért a hátországban szolgáló, kiképzőtáborokban gyakorló és tartalékosok sorában álló brit katonák fejadagját (az érintettek bosszúságára) alaposan lecsökkentették. Ennek ellenére továbbra is nagy kihívást jelentett az élelmiszerek eljuttatása a frontvonalakra, de a raktározás és tárolás sem bizonyult egyszerű logisztikai feladatnak. A nyugati front viszonylagos mozdulatlansága miatt azonban lehetőség adódott, hogy állandó „raktárbázisokat” létesítsenek a francia partszakaszokon. A háború végére közel kétmillió fejadagot halmoztak fel ezeken a bázisokon, melyek közelében pékségeket is üzemeltettek. A boulogne-i sütödék például havonta hétezer tonna kenyeret állítottak elő.
A katonák mégsem fogyaszthatták kedvükre a friss pékárut, mivel a hadsereg a könnyebb szállíthatóság és hosszabb eltarthatóság végett a kemény és élvezhetetlen kétszersült-gyártást támogatta. A kétszersültekkel való megbirkózás a jó fogazattal megáldott katonáknak is kihívást jelentett, de a rossz fogakkal rendelkezők számára maga volt az átok. A katonák mégis találékonyak voltak, s népszerű megoldásnak bizonyult a kenyér szétaprítása, tejbe szórása, amit dzsemmel összekeverve tettek fogyaszthatóvá.

## Főzés és receptek a fronton
A brit hadsereg az ételek elkészítéséről is gondoskodni kívánt, amely érdekében a világháború ideje alatt 92 627 szakácsot állítottak szolgálatba. Számos brit katona dicsérte az ügyes kezű szakácsokat, akik „raguk, sültek, mazsolás pudingok stb. mellett nyúl- és sertésragut, pároltgyümölcsös sodót és gyümölcsös rizspudingot is összeütöttek.” A dicsérő szavak mellett azonban számos elégedetlenebb hangvételű feljegyzéssel is találkozhatunk, mint S. T. Eachus híradós közlegény naplóbejegyzésében olvasható: [1916 nyarán] „több hét is eltelt, amíg másfajta körítést vagy zöldséget kaptunk, néha pedig egyáltalán nem kaptunk ilyesmit.” Walter Holyfield őrvezető pedig édesanyjának írt levelében sopánkodott a kosztról: „a szakácsaink egyszerű melósok: a legfinomabb steakből is semmi perc alatt ehetetlen faforgácsot készítenek.”
A szakácsok a tábori konyhákban csillogtathatták meg főzőtudományukat, de gyakran maguk a közlegények álltak a „konyhapult” mögé, hogy ehetővé varázsolják a rendelkezésükre álló alapanyagokat, de végső esetben nyárson sütötték meg a húsokat és zöldségeket. Ha az alakulatok pozíciója nem tette lehetővé a tábori konyha létesítését, akkor egy távolabbi ponton került felállításra, s egy speciális hátizsákban szállították a meleg ételt a fronton szolgálók részére. A frontvonal változása, a katonai egységek átcsoportosítása mozgókonyhákat tett szükségessé, így nem csak a szakácsoknak, de a berendezéseiknek is mobilisnak kellett lenniük.
A változatos étrend elvárásként fogalmazódott meg a katonák részéről, amit nem mindig sikerült teljesítenie a hadseregnek. Sokszor azt kapták és ették, ami éppen kéznél volt, így kerülhetett sor a lóhús felhasználására is, amit a harcok során elpusztult lovakból nyertek. Ugyanakkor megjelentek az első katonai szakácskönyvek, ám az egyhangú étrenden ezek sem voltak képesek változtatni, noha az 1915-ös A hadikonyha és az étrenddel történő mozgósítás kézikönyvében egy száznapos menüsort is összeállítottak a katonáknak. A Főzés a harctéren kiadvány sem épp a változatos étrend mintapéldánya volt. A receptes-könyv fő alapanyaga a marhahúskonzerv volt, ám az ételek elnevezései próbálták ezt leplezni: „kenyérleves”: marhahús kenyérrel és híg szósszal; „befőzött hús”: marhahúsvagdalt borssal; „halpástétom”: konzervszardíniával kevert marhahúskonzerv.
A korabeli táplálkozástudomány a katonák erőnlétének megőrzését (tévesen) a magas kalória-bevitellel kívánta elérni, figyelmen kívül hagyva a szervezet vitamin és ásványi anyag szükségletét. Ebből kifolyólag a változatos étrend a háttérbe szorult, míg helyette az egyhangú, de kalóriadús étrend került előtérbe, ezért a marhahúskonzerv és a kétszersült maradt a frontokon szolgáló katonák elsőszámú ellátmánya.
A katonák leveleiből és feljegyzéseiből kiderült, hogy az első világháború borzalmai között az élelmiszer-ellátásnak pszichológiai hatásai is voltak. Változatos és a hazai ízekre hajazó élelemhez hozzájutva némi fény került volna sötét napjaikba, de az elégtelen ételek miatt a katonák hangulata még depresszívebbé vált és haragjuk a háborúval szemben egyre erősödött.